# 法斯圖克冰川
法斯圖克冰川（英語：Fastook Glacier）是南極洲的冰川，位於奧次地，長40公里、寬9公里，流經布徹嶺和芬格嶺，最終注入馬洛克冰川，現時由南極條約體系管理。